# بطولة تونس للكرة الطائرة للرجال 1969-1970
بطولة تونس للكرة الطائرة للرجال 1969-1970 هو الموسم رقم 15 من بطولة تونس للكرة الطائرة للرجال.

فاز بهذا الموسم المستقبل الرياضي بالمرسى.

## روابط خارجية
- الموقع الرسمي للجامعة التونسية للكرة الطائرة.